# Suoinejaurats
Suoinejaurats är en sjö i Sorsele kommun i Lappland och ingår i Umeälvens huvudavrinningsområde. Sjön har en area på 0,0855 kvadratkilometer och ligger 393,1 meter över havet. Suoinejaurats ligger i Vindelälven Natura 2000-område.

## Delavrinningsområde
Suoinejaurats ingår i det delavrinningsområde (728936-156738) som SMHI kallar för Mynnar i Storvindeln. Medelhöjden är 384 meter över havet och ytan är 4,32 kvadratkilometer. Räknas de 15 avrinningsområdena uppströms in blir den ackumulerade arean 450,95 kvadratkilometer. Nedra Gertsbäcken (Övra Giertsbäcken) som avvattnar avrinningsområdet har biflödesordning 3, vilket innebär att vattnet flödar genom totalt 3 vattendrag innan det når havet efter 341 kilometer. Avrinningsområdet består mestadels av skog (93 procent). Avrinningsområdet har 0,09 kvadratkilometer vattenytor vilket ger det en sjöprocent på 2,1 procent.